# Livia Medulina

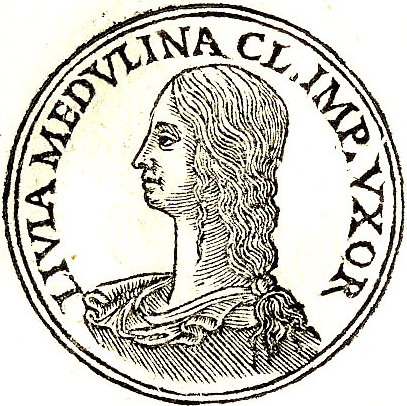
Livia Medulina
"Promptuarii Iconum Insigniorum", Guillaume Rouillé (1553)

Livia Medulina  (en latín Livia Medullina) (c. 4 o 3 a. C. - 9 o 10 d. C.) fue hija del prominente senador y general Marco Furio Camilo,  amigo de Tiberio antes de que éste ocupase la púrpura imperial. Sus hermanos fueron Marco Furio Camilo, hermano de la cofradía de los sacerdotes arvales en 37 y Lucio Arruncio Camilo Escriboniano, quien se rebeló en el año 42 contra Claudio.
El futuro emperador Claudio había sido prometido con Emilia Lépida, pero Augusto rompió este compromiso cuando su padre cayó en desgracia. El futuro emperador Tiberio propuso entonces a Livia Medulina como prometida de Claudio, para así hacer emparentar a su amigo Furio Camilo con la familia imperial, siguiendo el habitual juego de alianzas matrimoniales de las familias senatoriales durante toda la historia de Roma. 
Este matrimonio fue concertado en firme, ya que una inscripción dedicada al pedagogo de Livia Medulina dice textualmente ...Medullina Camilli f. Ti Claudi Neronis Germanici sponsa (...Medulina, hija de Camilo, esposa de Tiberio Claudio Nerón Germánico). Sin embargo, el mismo día de la boda, según relata Suetonio, en el año 9 o 10, Medulina enfermó repentinamente y murió casi de inmediato.